# Cassytha peninsularis
Cassytha peninsularis är en lagerväxtart som beskrevs av J.Z. Weber. Cassytha peninsularis ingår i släktet Cassytha och familjen lagerväxter. Inga underarter finns listade i Catalogue of Life.